# Лейкін (Канзас)
Лейкін (англ. Lakin) — місто (англ. city) в США, в окрузі Карні штату Канзас. Населення — 2205 осіб (2020).

## Географія
Лейкін розташований за координатами 37°56′23″ пн. ш. 101°15′31″ зх. д. / 37.93972° пн. ш. 101.25861° зх. д. (37.939723, -101.258714).  За даними Бюро перепису населення США в 2010 році місто мало площу 2,53 км², уся площа — суходіл.

### Клімат
| Клімат : Лейкін       | Клімат : Лейкін | Клімат : Лейкін | Клімат : Лейкін | Клімат : Лейкін | Клімат : Лейкін | Клімат : Лейкін | Клімат : Лейкін | Клімат : Лейкін | Клімат : Лейкін | Клімат : Лейкін | Клімат : Лейкін | Клімат : Лейкін | Клімат : Лейкін |
| Показник              | Січ.            | Лют.            | Бер.            | Квіт.           | Трав.           | Черв.           | Лип.            | Серп.           | Вер.            | Жовт.           | Лист.           | Груд.           | Рік             |
| Середній максимум, °C | 7,3             | 9,4             | 14,5            | 20,0            | 25,3            | 30,9            | 34,2            | 32,9            | 28,4            | 21,4            | 13,8            | 7,6             | 20,5            |
| Середній мінімум, °C  | −7,7            | −5,9            | −1,7            | 3,4             | 9,7             | 15,1            | 18,0            | 17,3            | 12,2            | 5,1             | −2,2            | −7,2            | 4,7             |
| Норма опадів, мм      | 9               | 12              | 25              | 39              | 65              | 81              | 73              | 67              | 39              | 36              | 15              | 15              | 476             |
| --------------------- | --------------- | --------------- | --------------- | --------------- | --------------- | --------------- | --------------- | --------------- | --------------- | --------------- | --------------- | --------------- | --------------- |
| Джерело: NOAA         |                 |                 |                 |                 |                 |                 |                 |                 |                 |                 |                 |                 |                 |

## Демографія
Згідно з переписом 2010 року, у місті мешкало 2216 осіб у 781 домогосподарстві у складі 573 родин. Густота населення становила 875 осіб/км².  Було 851 помешкання (336/км²).
Расовий склад населення:
| - 87,7 % — білих - 0,9 % — корінних американців - 0,3 % — чорних або афроамериканців - 8,7 % — осіб інших рас |

До двох чи більше рас належало 2,4 %. Частка іспаномовних становила 28,9 % від усіх жителів.
За віковим діапазоном населення розподілялося таким чином: 30,1 % — особи молодші 18 років, 55,4 % — особи у віці 18—64 років, 14,5 % — особи у віці 65 років та старші. Медіана віку мешканця становила 34,5 року. На 100 осіб жіночої статі у місті припадало 102,4 чоловіків;  на 100 жінок у віці від 18 років та старших — 95,7 чоловіків також старших 18 років.
Середній дохід на одне домашнє господарство  становив 62 630 доларів США (медіана — 55 000), а середній дохід на одну сім'ю — 69 430 доларів (медіана — 64 762). Медіана доходів становила 44 899 доларів для чоловіків та 35 833 долари для жінок. За межею бідності перебувало 6,2 % осіб, у тому числі 4,4 % дітей у віці до 18 років та 18,5 % осіб у віці 65 років та старших.
Цивільне працевлаштоване населення становило 955 осіб. Основні галузі зайнятості: освіта, охорона здоров'я та соціальна допомога — 22,5 %, сільське господарство, лісництво, риболовля — 13,5 %, виробництво — 12,6 %, мистецтво, розваги та відпочинок — 12,4 %.